# 이케다 주라토
이케다 주라토(일본어: 池田 樹雷人, 1996년 9월 17일 ~ )는 일본의 축구 선수이다.

## 구단 경력
그는 2015년부터 J리그의 세레소 오사카, 에히메 FC, AC 나가노 파르세이루, 블라우블리츠 아키타, FC 마치다 젤비아에서 뛰었다.